# Portugal ved vinter-OL 1952
Portugal deltog ved Vinter-OL 1952 i Oslo med en enkelt mandlig sportsudøver, som konkurrerede i alpint skiløb, hvor han opnåede en placering som nummer 69 i styrtløbet. Portugal opnåede derfor ingen medaljer ved legene. 

## Medaljer
| 1952 Oslo | Guld | Sølv | Bronze | Total |
| Portugal  | 0    | 0    | 0      | 0     |

## Resultater
Mændenes styrtløb:
- Duarte Espírito Santo Silva — 3:58.4 (→ nummer 69)